# Aeroportul Regional Olympia
Aeroportul Regional Olympia (IATA: OLM, ICAO: KOLM, FAA LID: OLM) este un aeroport din Washington, Statele Unite ale Americii ce deservește zona Olympia. Aeroportul a fost tranzitat în 2019 de 46 de pasageri. A fost numit după zona deservită.
Situat la o altitudine de 64 m, aeroportul dispune de 2 piste.

## Infrastructură

### Piste
Aeroportul dispune de 2 piste. Pista 08/26 are suprafața de asfalt și dimensiunile 4.157 picioare × 150 picioare. Pista 17/35 are suprafața de asfalt și dimensiunile 5.500 picioare × 150 picioare. 